# Ander Izquierdo
Ander Izquierdo Labayen, más conocido como Ander Izquierdo, (Pamplona, 1 de mayo del 2000) es un jugador de balonmano español que juega de central en el SL Benfica. Es internacional con la selección de balonmano de España, con la que debutó en noviembre de 2020, en un amistoso frente a la selección de balonmano de Hungría.

## Clubes
| Club                | País     | Año         |
| ------------------- | -------- | ----------- |
| Helvetia Anaitasuna | España   | 2018 - 2022 |
| SL Benfica          | Portugal | 2022 - Act. |